# Спільний доступ до стільниці
Спільний доступ до стільниці, також віддалений доступ до екрана, показ екрану (англ. Desktop sharing, також screen sharing) - це загальна назва технологій і продуктів, які забезпечують віддалений доступ і спільну роботу на робочому столі (екрані) комп'ютера користувача за допомогою графічного емулятора терміналу.
Найпоширеніші варіанти спільного використання робочого стола:
- Демонстрація презентації та/або вмісту вікна певної програми в режимі онлайн
- Показ екрану своєї стільниці (без можливості керування)
- Віддалений вхід і управління
- Співпраця наживо

Показ презентації / вікна певної програми або демонстрація всієї стільниці часто використовуються в рамках вебінарів, дистанційної освіти та курсів онлайн-навчання. Це дозволяє віддаленому користувачеві, підключеному через мережу (наприклад через Інтернет) бачити те, що показує ведучий або викладач наживо, що створює ефект телеприсутності.
Віддалений вхід у систему дозволяє користувачам підключатися до своєї стільниці, перебуваючи далеко від свого комп'ютера. Системи, які підтримують X Window System, як правило, засновані на Unix, мають цю вбудовану здатність. Усі версії ОС Windows, починаючи з Windows 2000, мають готове вбудоване рішення для віддаленого доступу, а також у формі протоколу віддаленого робочого стола, а раніше - у вигляді NetMeeting від Microsoft.
Продукт з відкритим вихідним кодом VNC надає кросплатформове рішення для віддаленого входу. Протокол віртуальних мережевих обчислень (VNC) дає можливість спільного використання віддаленого робочого столу. Загальний доступ до віддаленої стільниці здійснюється за загальною моделі клієнт/сервер. Клієнт або засіб перегляду VNC встановлюється на локальному комп'ютері, а потім підключається до мережі через складову сервера, яка встановлюється на віддаленому комп'ютері. У типовому сеансі VNC всі натискання клавіш, рухи курсора і натиснення на кнопки миші реєструються так, якби клієнт фактично виконував завдання на комп'ютері кінцевого користувача. 
Недоліком вищевказаних рішень є їх нездатність працювати поза єдиного середовища NAT. Ряд комерційних продуктів долає це обмеження, тунелюючи трафік через проміжні сервери.
Спільна робота наживо є набагато ширшою областю спільного використання стільниці, і останнім часом вона набула популярності як важливий складник мультимедійних комунікацій. Спільне використання робочого стола, коли воно використовується в поєднанні з іншими складниками мультимедійних комунікацій, такими як аудіо-відео-зв'язок, створює поняття віртуального простору, де люди можуть спілкуватися і працювати разом. У ширшім сенсі це також називається вебконференцією.
Зі збільшенням числа застосунків, що переміщуються зі стільниці в хмару, були розроблені нові форми миттєвого доступу до екрана та управління на основі вебтехнологій у браузері (див. також WebRTC і Chrome Remote Desktop).

## Порівняння програм віддаленого доступу
| Застосунок                                    | Показ екрану | Віддалений доступ | Обмін повідомленнями | Спільний доступ | Відео-зв'язок      | Передача файлів | Платформа/ОС                                                                                |
| --------------------------------------------- | ------------ | ----------------- | -------------------- | --------------- | ------------------ | --------------- | ------------------------------------------------------------------------------------------- |
| Ammyy Admin                                   | Так          | Так               | Так                  | Так             | Ні                 | Так             | Windows                                                                                     |
| BeAnywhere                                    | Так          | Так               | Так                  | Так             | Ні                 | Так             | Windows, Java, Mac, Android                                                                 |
| Chrome Remote Desktop                         | Так          | Так               | Так, див. Hangouts   | Так             | Так, див. Hangouts | Ні              | Chrome OS, Linux (beta), OS X, iOS, Windows, Android                                        |
| Glance                                        | Так          | Ні                | Так                  | Так             | Так                | Ні              | (No download) Windows, Mac, Linux, iPhone, Android                                          |
| Goverlan Reach                                | Так          | Так               | Так                  | Так             | Так                | Так             | Windows, Mac, Linux, iPhone, Android                                                        |
| CloudBerry Remote Assistant от CloudBerry Lab | Так          | Так               | Так                  | Так             | Так                | Ні              | Windows                                                                                     |
| GoToMyPC                                      | Так          | Так               |                      | Так             |                    | Так             | Windows, Mac                                                                                |
| HipChat                                       | Так          | Ні                | Так                  |                 | Так                | Так             | Windows, Mac, Linux, iPhone/iPad, Android                                                   |
| IBM Lotus Sametime                            | Так          | Так               | Так                  | Так             | Так                | Так             | Windows, Linux, Mac                                                                         |
| LogMeIn                                       | Так          | Так               | Ні                   | Ні              | Ні                 | Так             | Windows, Mac, iPhone, iPad, Android                                                         |
| Mikogo                                        | Так          | Так               | Так                  | Так             | Так                | Так             | Windows, Mac, iPhone, iPad, Android                                                         |
| Nefsis                                        | Так          | Так               | Так                  | Так             | Так                | Так             | Windows                                                                                     |
| Netviewer                                     | Так          | Так               | Так                  | Так             | Так                | Так             | Windows, Mac                                                                                |
| NoMachine                                     | Так          | Так               | Так                  | Ні              | Ні                 | Так             | Windows, Mac, Linux, Raspberry, iOS, Android                                                |
| RAdmin                                        | Так          | Так               | Так                  | Ні              | Ні                 | Так             | Windows                                                                                     |
| RealVNC                                       | Так          | Так               | Так                  | Так             | Ні                 | Так             | Windows, Mac, Linux, Raspberry Pi, iOS, Android, Chrome OS, Solaris, HP-UX, AIX             |
| Skype                                         | Так          | Так               | Так                  | Ні              | Так                | Так             | Windows, Mac, (в Linux — без можливості показу)                                             |
| Splashtop                                     | Так          | Так               | Ні                   | Так             | Ні                 | Так             | Windows, Mac, iPhone, iPad, Android, Linux, Chrome OS, Chrome browser, FireTV, FireTV stick |
| TeamViewer                                    | Так          | Так               | Так                  | Так             | Так                | Так             | Windows, Mac, Linux, iPhone, Android                                                        |
| Techinline                                    | Так          | Так               | Так                  | Так             | Ні                 | Так             | Windows                                                                                     |
| TigerVNC                                      | Так          | Так               | Ні                   | Так             | Ні                 | Так             | Windows, Linux, Mac                                                                         |
| TightVNC                                      | Так          | Так               | Ні                   | Так             | Ні                 | Так             | Windows                                                                                     |
| WebEx                                         | Так          | Так               | Так                  | Так             | Так                | Так             | Windows, Linux, Mac, Unix, Solaris, iPhone                                                  |
| Wire                                          | Так          | Ні                | Так                  | Ні              | Так                | Так             | Windows, Linux, Mac, Unix, iPhone, Android                                                  |
| Yuuguu                                        | Так          | Так               | Так                  | Так             |                    |                 | Windows, Linux, Mac                                                                         |
| Zoom                                          | Так          | Так               | Так                  | Так             | Так                | Так             | Android, iOS, Windows, Linux, Mac                                                           |